# George Quaade
George Joachim Quaade, encontrado esporádicamente en español como George Joaquín Quadee (Elsinor, 30 de agosto de 1813 - Copenhague, 7 de abril de 1889) fue un diplomático y ministro de Asuntos Exteriores danés.

## Biografía
Quaade era hijo del mayor general Peter Friderich Quaade (1779-1830). En 1831 comenzó a estudiar derecho y aprobó el examen estatal en 1836. En 1838 se convirtió en empleado del Departamento de Asuntos Exteriores, en 1840 en escudero de la corte y en 1842 en chambelán. El 15 de diciembre de 1847 fue nombrado secretario interino de la legación en Berlín, pero cuando estalló la guerra fue nombrado secretario de expedición. El 31 de marzo de 1860 fue nombrado Ministro Residente en La Haya y Bruselas, pero el 19 de octubre se trasladó a Berlín. El 8 de enero de 1864 se unió al gabinete de Monrad como Ministro de Asuntos Exteriores. Cuando el gabinete de Bluhme II asumió el gobierno el 11 de julio de 1864, Quaade se convirtió en ministro sin cartera. Cuando se negoció un armisticio en Inglaterra después de las fuertes pérdidas danesas en la guerra de los Ducados, Quaade rechazó la idea británica de un referéndum en Schleswig, argumentando que iba en contra de sus «instrucciones». Esto provocó nuevas hostilidades y Prusia y Austria ocuparon todo Schleswig. Más tarde, Quaade fue enviado a las negociaciones de paz en Viena. Tras concluir las negociaciones de paz, fue acreditado en Berlín el 13 de mayo de 1865, renunciando así a su cargo ministerial. Se retiró en 1884.
Quaade estuvo casado con la baronesa Caroline Amalie Selby (1824-1864) desde 1851, y desde 1863 con su hermana gemela, que vivía viuda en Copenhague. Fue poseedor de la Gran Cruz de la Orden de Dannebrog.

## Distinciones
- Gran Cruz de la Orden de Dannebrog ( Dinamarca).
- Gran Cruz de la Orden de Isabel la Católica ( España, 28 de agosto de 1863).
- Comendador de la Orden de Carlos III ( España, 1860).